# Georges Poulet
Georges Eugène Ange Marie Poulet (Chênée, 29 november 1902 - Terhulpen, 31 december 1991) was een Belgisch Franstalig literatuurcriticus, filoloog, filosoof en essayist. Hij was hoogleraar Franse literatuur en maakte deel uit van de Geneefse School van literatuurcritici. Poulet was vooral bekend vanwege zijn vierdelig werk Études sur le temps humain (1949-1971) waarmee hij verscheidene literatuurprijzen won.

## Levensloop

### Afkomst en studies
Georges Poulet was de negen jaar jongere broer van schrijver Robert Poulet en groeide op in een welgesteld gezin uit de Luikse burgerij. Hij studeerde rechten aan de Université de Liège en behaalde er zijn doctoraat. Ondertussen had zijn oudere broer bij hem de interesse in de Franstalige literatuur aangewakkerd. Na zijn rechtenstudies volgde Poulet Romaanse filologie aan de Luikse universiteit en studeerde er in 1927 af met een proefschrift over de relaties tussen de personages in de werken van Honoré de Balzac.

### Universitaire loopbaan
Van 1927 tot 1951 was Poulet eerst lector en daarna docent in de Franse literatuur aan de Universiteit van Edinburgh. Van 1952 tot 1957 was hij hoogleraar Franse literatuur aan de Johns Hopkins-universiteit in Baltimore in de Verenigde Staten en van 1957 tot 1969 aan de Universiteit Zürich. Ten slotte was hij tot aan zijn emeritaat in 1972 nog professor aan de Universiteit van Nice.

## Poulet als auteur
In de schaduw van zijn oudere broer was de jonge Poulet medewerker van een aantal kleinere literaire tijdschriften. Zijn teksten ondertekende hij met het pseudoniem Georges Thialet ter onderscheiding van de teksten van zijn broer. Hij werd beïnvloed door de literatuurcritici Jacques Rivière en Albert Thibaudet en begon zelf de werken van auteurs zoals Marcel Proust en André Gide te bestuderen.
In 1927 verscheen de roman La Poule aux œufs d'or van zijn hand, eveneens geschreven onder zijn pseudoniem. Nadat hij lector in Edinburgh geworden was, gaf hij het schrijverschap volledig op om zich volledig te wijden aan de literaire kritiek. Poulet werd beïnvloed door onder meer Charles Du Bos, Wilhelm Dilthey, Friedrich Gundolf en de filosofen Gabriel Marcel, Jean Wahl en Gaston Bachelard. Hoewel hij nooit lesgaf aan de Universiteit van Genève, maakte Poulet toch deel uit van de Geneefse School van literatuurcritici en werkte hij samen met onder meer Albert Béguin, Jean Starobinski en Jean Rousset.
Zijn eerste werk verscheen in 1949 als Études sur le temps humain in Edinburgh en het volgende jaar verscheen er een verbeterde versie van dit werk in Parijs. In het werk werd de ervaring van het tijdselement in de Franse literatuur bestudeerd aan de hand van de werken van onder anderen Michel de Montaigne en Marcel Proust om zo de uitdrukking van het bewustzijn (Poulet noemde dit le cogito) van de auteurs te zoeken.
Voor het werk kreeg hij in 1951 de Prix Sainte-Beuve. In 1952 verscheen La distance intérieure, dat een vervolg was op Études sur le temps humain. Hiervoor kreeg Poulet de Grand Prix de la Critique littéraire. Uiteindelijk verscheen in 1964 nog een derde deel met Le point de départ en in 1968 een vierde deel met Mesure de l'instant.
In 1976 kreeg Poulet de vijfjaarlijkse prijs van het essay van de Franse Gemeenschap van België voor het werk La Conscience critique, dat in 1971 was verschenen. Na zijn dood verhuisde zijn archief naar het Schweizerischen Literaturarchiv in Bern.

## Eerbetuiging
Poulet kreeg een eredoctoraat aan de Universiteit van Genève (1959), aan de Universiteit van Nice (1966) en aan de Universiteit van Edinburgh (1971) en werd verkozen tot lid van verscheidene wetenschappelijke academies zoals de American Academy of Arts and Sciences, de Académie royale des sciences, des lettres et des beaux-arts de Belgique, de Italiaanse Accademia dell'Arcadia en de Franse Académie des sciences morales et politiques.

## Werken
- Autour d’une femme sous les tropiques (roman), Parijs 1927
- (Pseudoniem: Georges Thialet) La Poule aux œufs d'or (roman), Parijs 1927
- Études sur le temps humain, Edinburgh 1949 Parijs 1950
- Études sur le temps humain II: La distance intérieure, Parijs 1952
- Les métamorphoses du cercle, 1961
- L’espace proustien, 1963
- Études sur le temps humain III: Le point de départ, Parijs 1964
- Trois essais de mythologie romantique, Parijs 1966
- Études sur le temps humain IV: Mesure de l’instant, Parijs 1968
- Benjamin Constant par lui-même, Parijs 1968
- Wer war Baudelaire?, Genève 1969
- Les Chemins actuels de la critique
- La conscience critique, Parijs 1971
- Entre moi et moi. Essais critiques sur la conscience de soi, Parijs 1977
- La poésie éclatée, Parijs 1980
- La pensée indéterminée I: De la Renaissance au romantisme, Parijs 1985
- La pensée indéterminée II: Du romantisme au début du XXe siècle, Parijs 1987
- La pensée indéterminée III: De Bergson à nos jours, Parijs 1990